# Anne (Buffy the Vampire Slayer)
Anne es el primer episodio de la tercera temporada de Buffy the Vampire Slayer

## Argumento
En el cementerio de Sunnydale hay un vampiro al que Willow, Xander y Oz no son capaces de matar. Empieza el instituto y se preguntan si Buffy volverá.
En Los Ángeles Buffy sueña con Ángel. Ella está trabajando en una cafetería usando su segundo nombre, Anne. Cuando está sirviendo a una pareja, Rickie y Lily, la chica le reconoce. Lily llama a Buffy y conversan. Lily anteriormente usaba el nombre Chantarelle y formaba parte de un grupo adorador de vampiros (episodio "Lie to me").
Giles visita a Joyce, cuya búsqueda de Buffy no ha dado resultado, y ésta culpa de que su hija se alejara de ella. Buffy salva a un hombre de ser atropellado, Ken, que le habla de un refugio llamado «The Family House».
Al día siguiente, Lily visita a Buffy en su trabajo. Rickie ha desaparecido y necesita que le ayude. Buffy encuentra el cuerpo de un hombre mayor, y reconoce que es Rickie por el tatuaje de su antebrazo. Lily le culpa de lo sucedido y se marcha. Entonces se encuentra con Ken, quien le dice que su novio está vivo y se hospeda en el refugio. Buffy sigue investigando y llega hasta «The Family House», encontrándose con Lily en una piscina negra. Ken resulta ser un demonio que mantiene presos a cientos de trabajadores vigilados por unos guardias demoníacos.
En Sunnydale Xander, Willow y Oz tratan de cazar al vampiro de nuevo, con Cordelia como cebo.
Buffy y Lily están presas en una celda, en una dimensión fuera de la tierra donde el tiempo pasa de forma diferente. Un día en la tierra equivale a 100 años en esa dimensión. Buffy lucha contra los guardias y consigue escapar con algunos de los prisioneros, incluida Lily. Acaba con Ken y la piscina se cierra por sí sola. Decide volver a casa y deja su apartamento a Lily. De regreso a Sunnydale, Joyce y Buffy se reconcilian.

## Reparto

### Personajes principales
- Sarah Michelle Gellar como Buffy Summers.
- Nicholas Brendon como Xander Harris.
- Alyson Hannigan como Willow Rosenberg.
- Charisma Carpenter como Cordelia Chase.
- David Boreanaz como Angelus.
- Anthony Stewart Head como Rupert Giles.

### Apariciones especiales
- Kristine Sutherland como Joyce Summers.
- Julia Lee como Lily (nombre anterior Chanterelle - nombre posterior Anne).
- Carlos Jacott como Ken.
- Mary-Pat Green como Doctor de banco de sangre.
- Chad Todhunter como Rickie.

### Personajes secundarios
- Larry Bagby como Larry Blaisdell (como Larry Bagby III).
- James Lurie como Profesor.
- Michael Leopard como Roughneck.
- Harley Zumbrum como Demon Guard.
- Barbara Pilavin como Mujer mayor.
- Harrison Young como Hombre mayor.
- Alex Toma como Aaron.
- Dell Yount como Chico camión.

## Producción

### Guion
Este episodio cubrió temas sociales incluyendo las fugas de adolescentes. El problema del tiempo relativo está presente en las historias acerca del Cielo o el Infierno a través de las culturas y la ciencia (teoría de la relatividad).
La tercera temporada ofrecerá un final para la relación de Buffy y Ángel dos veces, la primera vez interrumpido por la vuelta de Ángel. Fue la última temporada en la que Joss Whedon no estaba dividido entre Buffy y otros proyectos. 

### Música
- Bellylove - «Back to Freedom»
- Christophe Beck - «Deliverance»

## Continuidad
Aquí se presentan los hechos que o bien influyen en la tercera temporada exclusivamente, o bien que viniendo de episodios anteriores influyen en este. Y por último, acontecimientos que ocurren en estw episodio que influyen en las demás temporadas o en alguna otra temporada.

### Para todas o las demás temporadas
- Seth Green (Oz) es ahora un personaje regular y aparece en los títulos de apertura.
- Hablando con Xander, Cordelia menciona a Ampata Gutiérrez del episodio La momia inca.
- Lily apareció por primera vez, como Chanterelle, en Miénteme.
- Es la primera vez que salen a patrullar sin Buffy, lo harán más, sobre todo en la temporada 6.

### Para los cómics u otra de las series del buffyverso
- La estrella invitada Carlos Jacott ("Ken") aparecerá también en  Ángel (episodio The Bachelor Party)
- Lily aparecerá también en Ángel interpretando a una trabajadora social que ayudará a Ángel, aunque su nombre allí será Anne. Por esto se menciona que sus documentos están falsificados.